# عملية الاحتكاك

منظر لمقدمة ميناء السفينة الكندية الداعمة للعمليات HMCS PROTECTEUR (AOR-509)، أثناء توجهها لدعم عملية عاصفة الصحراء.

عملية الاحتكاك كانت عملية عسكرية كندية لنشر 4500 من أفراد القوات المسلحة الكندية في حرب الخليج الثانية عام 1991. الأكبر من ناحية العدد في عملية درع الصحراء وعملية عاصفة الصحراء.
لم تعاني كندا من الخسائر خلال ولكن شكا العديد من قدامى المحاربين من إصابتهم بمرض حرب الخليج.

## عملية الاحتكاك
شهدت عملية الاحتكاك مبدئيا توجيه الأمر من البحرية الملكية الكندية إلى المدمرتين تأمر مدمرات إتش إم سي إس تيرا نوفا وإتش إم سي إس أثاباسكان للمساعدة في فرض حصار الأمم المتحدة التجاري على العراق. سفينة الامداد إتش إم سي إس بروتيكتور تم نشرها مع المدمرات لتوفير التجديد قيد التنفيذ وكذلك السيطرة وتقديم الخدمات الطبية الصغيرة في البحر للقوات في الخليج العربي ومضيق هرمز وخليج عمان.

## حرب الخليج الثانية
بعد تفويض من الأمم المتحدة للقوة العسكرية لإخراج العراق من الأراضي المحتلة في الكويت قام سلاح الجو الملكي الكندي بنشر سربي طائرات ماكدونيل دوغلاس سي إف-18 هورنيت بدعم شخصي من القوات الكندية المتواجدة في قاعدة بادن-سولينغين في ألمانيا إلى القاعدة المؤقتة في قطر. أرسل الجيش الكندي مستشفيات ميدانية كبيرة لقطر للتعامل مع الإصابات الناجمة عن الحرب البرية المتوقعة.
خلال حرب الخليج الثانية قامت أسراب كندا الجوية مع قوات التحالف بتقديم دوريات القتال الجوي فضلا عن مشاركتهم في هجمات على أهداف أرضية ومائية. كانت هذه المرة الأولى منذ الحرب الكورية في مشاركة الجيش الكندي في عمليات قتال هجومية.

## مكونات القوات الكندية
شهدت عملية الاحتكاك ما يقرب من 4500 شخص المنتشرين في الخليج العربي من أغسطس 1990 إلى فبراير 1991 حيث بلغ ذروة المشاركين 2700 شخص خلال حرب الخليج الثانية في يناير 1991.
تم في المقام الأول توزيع الأشخاص إلى أربع وحدات في منطقة الخليج العربي:
- فريق العمل الكندي في البحر
- فريق العمل الجوي الكندي في الدوحة بقطر
- مقر القيادة المشتركة، القوات الكندية في الشرق الأوسط، في المنامة بالبحرين
- المستشفى الميداني الأول الكندي في القيصومة

### القيادة المشتركة
انضم المقر الرئيسي للقوات الكندية في الشرق الأوسط إلى المقر الرئيسي لقوات التحالف الذي أنشأ في 6 نوفمبر 1990 وبقيادة العميد كينيث ج. سامرز. تضمن وحدة الاتصالات وموظفون عسكريون مختلفون.

### العمليات البحرية
قبل بدء الحرب في 16 يناير 1991 قامت القوات البحرية الكندية بدوريات في الخليج العربي. عندما بدأت الأعمال العدائية أصبح النقيب دنكان «داستي» ميلر قائد مجموعة المهام البحرية الكندية منسق المنطقة القتالية البحرية اللوجستية المتعددة الجنسيات التي تأسست في جنوب الخليج العربي.
مدمرتين الكندية إتش إم سي إس تيرا نوفا وإتش إم سي إس أثاباسكان بمرافقة السفن المستشفيات الأمريكية يو إس إن إس كومفورت وميرسي ثم لاحقا مع طاقم القوات الكندية الطبي. إتش إم سي إس بروتيكتور السفينة المساعدة تخدم جميع الدول المشاركة في العمليات البحرية في الخليج العربي. خمس طائرات هليكوبتر من طراز سيكورسكي سي إتش-124 سي كينغ المتواجدة في قاعدة القوات الكندية في شييرووتر وخليج باتريشيا تم إلحاقها ضمن مجموعة المهام البحرية وأداء الاستطلاع والبحث عن الألغام وتدميرها والحظر الجوي من الجو إلى السفن والمرافق العامة ومهام القيادة والاتصال. وصلت المدمرة الكندية الأخرى آخر إتش إم سي إس هورون إلى الخليج العربي وبعد توقف الأعمال العدائية كانت أول سفينة للحلفاء اقوم بزيارة الكويت.

### العمليات الجوية
قدمت القيادة الجوية للقوات الكندية دوريات القتال الجوي في المناطق الشمالية والوسطى من الخليج العربي. هذه الدوريات عملت مع القوة الجوية لقوات التحالف لحماية قوات التحالف البحرية والقواعد البرية من الهجمات الجوية العراقية.
مع تقدم النزاع أسند لفريق المهام الجوي الكندي أدوار أخرى مثل الاجتياح ومرافقة لعملية قصف التحالف وفي وقت لاحق بعثات قصف جو-أرض. يعود الفضل للطيارين الكنديين في تدمير زورق دورية عراقي في الخليج العربي وقيام الطائرة الكندية ماكدونيل دوغلاس سي إف-18 هورنيت بتنفيذ قصف 56 مخرج للقوات العراقية.
القوات الكندية في الخليج العربي دعمت من قبل مجموعة نقل القيادة الجوية وتوفير النقل الشخصي والشحن باستخدام أسطول من 27 سي سي-130 هرقل وخمسة طائرات من طراز سي سي-137 بوينج 707 والتي كانت تستخدم في التزويد الجوي-الجوي بالوقود للقوات الجوية لقوات التحالف. مجموعة النقل قدمت سي سي-144 تشالنجر في دور القيادة والاتصال للقائد المنتشر للقوات الكندية.

### مستشفى كندا الميداني
في يوم بداية عمليات عناصر عاصفة الصحراء في 16 يناير 1991 أرسلت كندا مستشفى ميداني إلى منطقة الخليج العربي. نتيجة لذلك انضم المستشفى الميداني الكندي الأول من بيتاواوا بأونتاريو إلى القوات البرية البريطانية ونشر في صحراء المملكة العربية السعودية وراء الفرقة المدرعة البريطانية الأولى. عمل المستشفى بكامل طاقته في 25 فبراير 1991 فقط قبل أيام قليلة من توقف القتال. توقف عن العمل في 4 مارس 1991.